# Minsc
Nella saga della Stirpe di Bhaal nei Forgotten Realms (una delle ambientazioni di Dungeons & Dragons), Minsc è il ranger che il giocatore incontra durante le sue peregrinazioni per la Costa della Spada.
La saga della Stirpe di Bhaal è narrata nella serie di videogiochi di ruolo Baldur's Gate della Black Isle Studios. Minsc appare in tutti gli episodi: Baldur's Gate (e la sua espansione Tales of the Swoard Coast), Baldur's Gate II: Shadows of Amn (e la sua espansione Throne of Bhaal) e Baldur's Gate 3.
Minsc è un valoroso ranger proveniente dalla regione di Rashemen nel Faerûn orientale. È in grado di comunicare con gli animali e nel mezzo della battaglia finisce sovente in preda all'ira. Porta un vistoso tatuaggio porpora sulla fronte ed è inseparabile dal suo criceto Boo (che nel gioco appare come un'icona all'interno dell'inventario di Minsc). Egli crede che quest'ultimo sia un criceto gigante spaziale miniaturizzato. Sebbene nell'ambientazione Spelljammer di Dungeons & Dragons esista la razza dei criceti giganti spaziali, Boo sembra essere un comune roditore. In inglese è doppiato da Jim Cummings(in Baldur's Gate e Baldu's Gate II) e da Matthew Mercer in Baldur's gate 3.

## Storia
In Baldur's Gate il protagonista incontra Minsc nella cittadina di Nashkell, sulla Costa della Spada. Egli racconta di venire dal Rashemen e di aver intrapreso un dejemma, un lungo viaggio rituale per dimostrare di non essere più un ragazzo, ma un uomo. Sogna di essere un giorno degno di sedere al fianco degli altri guerrieri del Rashemen nella Loggia dei Berserker del Drago di Ghiaccio (Ice Dragon Berserker Lodge); la sua ordalia consiste nel difendere una giovane wychalarn (strega) di nome Dynaheir. In evidente apprensione Minsc racconta al protagonista che durante il tragitto nel Bosco dei Denti Aguzzi lui e Dynaheir sono caduti in un'imboscata di gnoll; questi hanno rapito la maga e l'hanno rinchiusa in una fortezza ad est di Nashkell. Minsc chiede l'aiuto del protagonista per liberare Dynaheir e in cambio promette di aiutarlo nella sua cerca. Dopo aver assistito il giovane ranger nel liberare la sua strega, Minsc mantiene la sua promessa seguendo il protagonista insieme a Dynaheir: infatti a causa della sua ordalia Minsc non è disposto a separarsi dalla maga per nessuna ragione.
All'inizio di Baldur's Gate II il protagonista incontra molto presto Minsc all'interno delle prigioni di Jon Irenicus, in cui il figlio di Bhaal era stato imprigionato insieme ai suoi compagni per essere sottoposto ad esperimenti magici. Rinchiuso in una gabbia e venuto a conoscenza della morte di Dynaheir, si libera dalla sua cella in un impeto di ira piegando le sbarre. Affranto per la perdita della strega e per il fallimento della sua ordalia, acconsente a seguire il protagonista e ad aiutarlo ancora una volta. Da questo momento egli si proclama un mercenario e un difensore del bene. Nei viaggi seguenti Minsc sviluppa un forte attaccamento per Aerie (che considera la sua nuova strega da difendere) e legami di amicizia con alcuni compagni (soprattutto se buoni) come Mazzy Fentan e Keldorn Firecam; nei confronti di Edwin Odesseiron, un mago rosso del Thay, che egli ritiene in qualche modo implicato nella morte di Dynaheir, nutre invece un forte risentimento. Inoltre, supplicato da un giovane ragazzo giunto ad Athkatla dalle Colline di Umar, Minsc prende particolarmente a cuore il destino di questa regione caduta sotto il dominio dello Shade Lord.
Dopo la morte di Amelyssan, in una atmosfera di gioia per la vittoria e malinconia per l'imminente separazione, Minsc e Boo salutano per un'ultima volta il protagonista. Minsc conclude: "Mancherai a Boo! Per sempre rimarrà chinato il nostro triste capo in ricordo della nostra amicizia. Io e Boo diremo di aver conosciuto l'eroe. E la gente non ci crederà. E forse ci guarderanno in modo ancor più strano di quanto fanno ora. O forse no." .
Così è stato. Con la fine della saga della Stirpe di Bhaal, Minsc tornò nel Rashemen speranzoso di entrare nell'Ice Dragon Berserker Lodge, narrando le sue avventure con il figlio di Bhaal. Ma le sue parole non furono necessarie: in ogni taverna del Faerun un bardo cantava le sue gesta e la sua fama lo aveva di gran lunga preceduto. Negli anni a venire Minsc formò una propria compagnia di avventurieri, i Pugni della Giustizia (Justice Fist). Con essi viaggiò per tutto il Faerun combattendo e punendo il male, finché un giorno... scomparve. "E cosa accadde a Boo? Beh, chi è Minsc senza Boo? I due non si sarebbero mai separati, e alcuni dicono che loro siano ancora insieme, su, tra le stelle dove i criceti sono giganti e gli uomini diventano leggenda."
frasi inerenti: "Fermatevi, in modo che il mio criceto possa osservarvi meglio" (cit. Minsc da Baldur's Gate di Bioware)

## Altre apparizioni
Nel fumetto online Megatokyo, Largo possiede un criceto di nome Boo che parla a nome della coscienza. Un tributo a Baldur's Gate da parte di Rodney Caston, un noto fan della saga.